# República Popular de Bulgària
La República Popular de Bulgària (en búlgar, Народна република България; transcrit del ciríl·lic, Narodna republika Bŭlgariya) fou l'Estat socialista que s'implantà en aquest país de l'Europa Oriental des de les Eleccions legislatives búlgares de 1946 un cop acabada la Segona Guerra Mundial i 1990 (amb la caiguda del Bloc de l'Est). El Partit Comunista Búlgar (BCP) governava juntament amb el "partit de l'oposició", la Unió Popular Agrària Búlgara.
Bulgària va ser vista per Occident com un estat satèl·lit de la Unió Soviètica, un país membre del Comecon i del Bloc de l'Est, aliat de la Unió Soviètica durant la Guerra Freda i membre del Pacte de Varsòvia.
El 1989, es van iniciar reformes democràtiques després d'un període de liberalització tàcita. Després en la tardor d'aquell any, Tòdor Jívkov, que havia estat governant una llarga etapa, va ser apartat del poder en un congrés del BCP. El 1990, el BCP va canviar el seu nom pel de Partit Socialista Búlgar (BSP) i va adoptar una ideologia política de centreesquerra. Després de les primeres eleccions lliures que es van celebrar des de 1931 (i que va guanyar el BSP), es va canviar el nom del país pel de República de Bulgària.